# 663 (číslo)
Šest set šedesát tři je přirozené číslo. Následuje po čísle šest set šedesát dva a předchází číslu šest set šedesát čtyři. Římskými číslicemi se zapisuje DCLXIII a řeckými číslicemi χξγ.

## Matematika
663 je:
- Deficientní číslo
- Složené číslo
- Nešťastné číslo

## Astronomie
- (663) Gerlinde je planetka hlavního pásu, kterou objevil v roce 1908 August Kopff

## Roky
- 663
- 663 př. n. l.